# (3160) Angerhofer
(3160) Angerhofer (1980 LE) ist ein ungefähr fünf Kilometer großer Asteroid des inneren Hauptgürtels, der am 14. Juni 1980 vom US-amerikanischen Astronomen Edward L. G. Bowell am Lowell-Observatorium, Anderson Mesa Station (Anderson Mesa) in der Nähe von Flagstaff, Arizona (IAU-Code 688) entdeckt wurde.

## Benennung
(3160) Angerhofer wurde nach dem US-amerikanischen Astronomen Philip E. Angerhofer (1950–1986) benannt, der am United States Naval Observatory in Washington, D.C. tätig war. Er war an der Verwendung des Interferometers für Elemente des National Radio Astronomy Observatory (Green-Bank-Observatorium, IAU-Code 256) zur Bestimmung erdorientierter Parameter beteiligt. Zu seinen weiteren Forschungsinteressen gehörten Supernova-Überreste wie CTB 80 und Cassiopeia A. Die Benennung wurde vom Entdecker Edward L. G. Bowell nach einer Empfehlung des US-amerikanischen Astronomen Paul Kenneth Seidelmann vorgeschlagen.